# جایزه (فیلم ۱۳۶۱)
جایزه فیلمی به کارگردانی علیرضا داوودنژاد و نویسندگی علیرضا داودنژاد و ابراهیم مکی است. این فیلم محصول کشور ایران در سال ۱۳۶۱ است.
این فیلم در ۱ فروردین ۱۳۶۲ در سینماهای ایران اکران شده‌است. در این فیلم همه صحنه‌های مربوط به ایرن سانسور شده و هیچ تصویری از ایشان نمایش داده نمی‌شود.

## خلاصه داستان
یک کارمند آموزش پرورش بنام احمد مرزوقی برنده یک هواپیمای دوموتوره می‌شود. از آنجا که انتقال هواپیما به محل زندگی وی ناممکن است او با خانواده‌اش به تهران می‌آید ولی خرج زندگی و هزینه نگهداری هواپیما برایش زیاد است و مجبور می‌شود با خانواده‌اش تن به بازی در فیلم‌های تبلیغاتی بدهد ...

## بازیگران
- علی نصیریان ... در نقش احمد مرزوقی
- داوود رشیدی
- ایرن ... در نقش همسر  (در نسخه نهایی حذف شد)
- جهانگیر فروهر
- سیروس حسن‌پور
- حمید دلشکیب
- ملیحه کمالی ... در نقش دختر خانواده  (در نسخه نهایی حذف شد)
- چنگیز وثوقی  (در نسخه نهایی حذف شد)
- ملیحه نظری (در نسخه نهایی حذف شد)